# Абрамович Ігор Олександрович
Ігор Олександрович Абрамович (24 серпня 1984 , Харків ) — український бізнесмен, політик, мільярдер, народний депутат IX скликання (з 29.07.2022 до 6.02.2023 від партії ОПЗЖ[⇨]), був заступником голови комітету Верховної Ради України з питань фінансів, податкової та митної політики. З 22 травня 2022 до 6 лютого 2023 був співголовою депутатської групи «Відновлення України».

## Освіта
2001 року закінчив Харківський ліцей № 174 «Професіонал» з поглибленим вивченням англійської мови та комп'ютерних технологій.
2004 року закінчив школу «St. Andrew's Cambridge and London School» (Британія).
Має вищі освіти за спеціальностями:
- «Економіка підприємств» (Харківська академія народного господарства, 2007);
- «Адміністративний менеджмент» (Харківський політехнічний інститут, 2009);
- «Геофізика» (Івано-Франківський технічний університет нафти і газу, 2014);
- «Теплоенергетика» (Київський політехнічний інститут, 2017).

## Кар'єра
З 2007 до 2012 посідає керівні посади в будівельному холдингу.
З 2012 до 2015 — заступник голови правління ПАТ «Концерн АВЕК та Ко».
З 2015 до 2016 — акціонер і президент енергогенеруючої компанії ТОВ «ДВ Нафтогазовидобувна Компанія».
З  2016 до 2017 — президент інжинірингової компанії «Inter energy group IEG», що діє у сфері нафтогазовидобувної, енергетичної, транспортної галузей.
2017—2019 — займався власним бізнесом.

## Бізнес
Основні напрямки бізнесу: газодобувна галузь, альтернативна  енергетика, трейдинг газу й електроенергії, дорожнє будівництво, будівництво та девелопмент житлової та комерційної нерухомості, ІТ, фондові ринки.
З 2015 року був співвласником газовидобувної компанії «УкргазІнвест».

## Політика
2006—2011 — депутат Жовтневої районної ради Харкова, член комісії з питань ЖКГ.
2007—2012 — помічник народного депутата з Харкова Олександра Фельдмана (блок Тимошенко) у ВРУ VI скликання.
У 2019 році обраний народним депутатом від партії ОПЗЖ, № 14 у списку. За даними ОПОРИ, Абрамович у 65,7 % голосувань голосував відмінно від загальної позиції ОПЗЖ. Цю ж думку поділяють голова фракції «Слуга народу» Давид Арахамія та мер Харкова Ігор Терехов. В листопаді 2019 Абрамович був одним із 80 народних депутатів, хто не отримав заробітної плати через відсутність на засіданнях ради. Обіймав посаду заступника голови Комітету з питань фінансів, податкової та митної політики.
На час повномасштабного вторгнення РФ до України перебував у Польщі, згодом повернувся до України. ДБР розглядало справу за звинуваченням щодо можливого незаконного перетину кордону щодо осіб, включно з Абрамовичем, але жодних звинувачень висунуто не було. За даними руху Чесно, до кінця травня 2022 року Абрамович пропустив засідання, щодо яких були відкриті дані.
24 лютого 2022 року вийшов із партії ОПЗЖ.
З 22 травня 2022 року по 6 лютого 2023 року — співголова депутатської групи «Відновлення України». Входив до Комісії із захисту прав великих інвесторів при ВРУ. Входив до парламентської делегації ВРУ в Асамблеї НАТО — міжпарламентському органі, який є головним майданчиком для обговорення парламентаріями всього світу питань безпеки. 6 лютого 2023 року склав повноваження депутата. У жовтні 2020 року зареєстрував від фракції ОПЗЖ 10 законопроєктів. Співавтор ста законодавчих ініціатив, які стосуються питань боротьби з рейдерством, пом'якшення фіскального тиску на малий бізнес, соціального захисту населення (зокрема, збільшення обсягу державної допомоги при народженні дитини та її диференціація для другої, третьої та кожної наступної дитини, скасування ПДВ на соціально значущі товари для пільгових категорій громадян, збільшення мінімального розміру пенсії).

## Статки
2019 року задекларував 13 квартир, люксовий автопарк (з машин марок Lexus, Mercedes, Porsche) і колекцію швейцарських годинників, вартістю з квартиру в Києві. У дружини — дорогі прикраси та сумки, кілька машин, колекцію дорогих швейцарських годинників (Hublot, Rolex, Audemars Piguet, Breguet), дорогі прикраси (Jacob & Co, Cartier, Tom Ford), витвори мистецтва (картини Дуду Герштейна тощо).
2019 року задекларував 88 млн грн готівки.

## Родина
- Дружина — Марина Семенівна Абрамович, власниця компанії Original Copy (Словаччина).[43]

- Діти — Ілля, Єва, Ніка, Лія та Лев.
- Батько — Олександр Ілліч Абрамович, підприємець.
- Дід — Ілля Олександрович Абрамович (1930—2005) — інженер-винахідник, професор, академік, заслужений діяч науки і техніки України, почесний громадянин міста Харкова.